# Interstate 24
L'Interstate 24 (I-24) è un'autostrada statunitense della Interstate Highway che si estende per 509,13 chilometri e collega Pulleys Mill con Chattanooga passando per Nashville.